# Hiszpania na Zimowych Igrzyskach Olimpijskich 1968
Hiszpanię na Zimowych Igrzyskach Olimpijskich 1968 reprezentowało 20 zawodników (sami mężczyźni). Był to siódmy start reprezentacji Hiszpanii na zimowych igrzyskach olimpijskich.

## Skład kadry

### Bobsleje
Mężczyźni
| Osada | Zawodnik                                                      | Konkurencja | Ślizg 1 | Ślizg 2 | Ślizg 3 | Ślizg 4 | Łącznie | Pozycja |
| ----- | ------------------------------------------------------------- | ----------- | ------- | ------- | ------- | ------- | ------- | ------- |
| ESP-2 | José María Palomo José Manuel Pérez                           | Dwójki      | 1:11,97 | 1:12,60 | 1:14,34 | 1:12,25 | 4:51,16 | 13.     |
| ESP-1 | Eugenio Baturone Maximiliano Jones                            | Dwójki      | 1:12,76 | 1:14,30 | 1:12,81 | 1:11,67 | 4:51,54 | 17.     |
| ESP-2 | Víctor Palomo Maximiliano Jones José Clot Eugenio Baturone    | Czwórki     | 1:12,86 | 1:10,32 |         |         | 2:23,18 | 18.     |
| ESP-1 | Guillermo Rosal Néstor Alonso José Manuel Pérez Antonio Marín | Czwórki     | 1:12,90 | 1:11,42 |         |         | 2:24,32 | 19.     |

### Narciarstwo alpejskie
Mężczyźni
| Zawodnik                  | Konkurencja | Konkurencja | Konkurencja       | Konkurencja       | Konkurencja   | Konkurencja   | Konkurencja                       | Konkurencja                       | Konkurencja                       | Konkurencja                       |
| Zawodnik                  | Zjazd       | Zjazd       | Slalom gigant     | Slalom gigant     | Slalom gigant | Slalom gigant | Slalom specjalny                  | Slalom specjalny                  | Slalom specjalny                  | Slalom specjalny                  |
| Zawodnik                  | Czas        | Pozycja     | Czas 1. przejazdu | Czas 2. przejazdu | Czas          | Pozycje       | Czas 1. przejazdu                 | Czas 2. przejazdu                 | Czas łączny                       | Pozycja                           |
| ------------------------- | ----------- | ----------- | ----------------- | ----------------- | ------------- | ------------- | --------------------------------- | --------------------------------- | --------------------------------- | --------------------------------- |
| Aurelio García            | 2:06,84     | 32.         | 1:51,57           | 1:56,61           | 3:48,18       | 42.           | Nie ukończył pierwszego przejazdu | Nie ukończył pierwszego przejazdu | Nie ukończył pierwszego przejazdu | Nie ukończył pierwszego przejazdu |
| Francisco Fernández Ochoa | 2:08,67     | 38.         | 1:52,57           | 1:53,40           | 3:45,97       | 38.           | 53,52                             | 54,61                             | 1:48,13                           | 23.                               |
| Luciano del Cacho         | 2:08,85     | 39.         |                   |                   |               |               |                                   |                                   |                                   |                                   |
| Antonio Campaña           | 2:11,11     | 52.         | 1:53,77           | 1:55,18           | 3:48,95       | 44.           |                                   |                                   |                                   |                                   |
| Jorge Rodríguez           |             |             | 1:57,92           | 1:59,32           | 3:57,24       | 59.           |                                   |                                   |                                   |                                   |
| Carlos Adsera             |             |             |                   |                   |               |               | 59,54                             | 57,67                             | 1:57,21                           | 27.                               |
| Secundino Rodríguez       |             |             |                   |                   |               |               | Odpadł w kwalifikacjach           | Odpadł w kwalifikacjach           | Odpadł w kwalifikacjach           | Odpadł w kwalifikacjach           |

### Saneczkarstwo
Mężczyźni
| Zawodnik     | Konkurencja | Ślizg 1 | Ślizg 2 | Ślizg 3 | Łącznie | Pozycja |
| ------------ | ----------- | ------- | ------- | ------- | ------- | ------- |
| Jesús Gatell | Jedynki     | 1:03,15 | 1:04,38 | 1:04,25 | 3:11,78 | 42.     |
| Jorge Monjo  | Jedynki     | 1:05,18 | 1:03,35 | 1:05,12 | 3:13,65 | 43.     |
| Jorge Roura  | Jedynki     | 1:04,01 | 1:05,54 | 1:04,42 | 3:13,97 | 44.     |
| Luis Omedes  | Jedynki     | 1:14,43 | 1:04,89 | 1:05,82 | 3:25,14 | 45.     |